# Solothurn
Solothurn (fransk: Soleure; italiensk: Soletta) er hovedbyen i den schweiziske kanton af samme navn.
Byen har 16.777(2018) indbyggere.